# Berkelland
Berkelland é um município dos Países Baixos, situado na província da Guéldria. Tem 260,21 km² de área e sua população em 2020 foi estimada em 43.845 habitantes.